# Lelio Lazzarini
Lelio Lazzarini (Padova, 2 novembre 1949) è un pittore ed ex rugbista a 15 italiano, in carriera sportiva utility back del Petrarca per 12 stagioni e campione d'Italia per 6 volte.

## Biografia
Lazzarini si avvicinò al rugby a 16 anni sulle orme di un suo compagno di scuola che militava nelle giovanili del Petrarca, ed esordì in serie A con il club padovano nel 1966; per tutta la carriera quella fu la sua unica squadra per la quale, nel ruolo di estremo e di mediano d'apertura, realizzò 622 punti.
Esordì in Nazionale a Praga nell'aprile 1970 contro la Cecoslovacchia, una vittoria 11-3 in Coppa Europa, e poche settimane dopo vinse il suo primo scudetto con il Petrarca; nel 1973 prese parte al tour italiano in Rhodesia e Sudafrica del quale fu il migliore marcatore con 38 punti.
Il suo ultimo incontro internazionale fu l'anno successivo contro la Germania Ovest a Rho.
Nel 1978, a 27 anni, si ritirò dopo 6 scudetti vinti a Padova.
In seguito si è dedicato all'insegnamento e alla pittura partecipando saltuariamente a iniziative di promozione sportiva in città.

## Palmarès
- Campionati italiani: 6
Petrarca: 1969-70, 1970-71, 1971-72, 1972-73, 1973-74, 1976-77